# Auf Wiedersehen Monty
Auf Wiedersehen Monty (lett. "arrivederci Monty" in tedesco) è un videogioco a piattaforme pubblicato nel 1987 per gli home computer Amstrad CPC, Commodore 16, Commodore 64, MSX e ZX Spectrum dalla Gremlin Graphics. È il quarto gioco della serie di Monty Mole, che ha per protagonista una talpa. In questo capitolo Monty viaggia per l'Europa. Il titolo è una probabile parodia del nome della serie televisiva britannica Auf Wiedersehen, Pet, che parla di inglesi che lavorano in Germania.
Emulazioni autorizzate della versione ZX Spectrum sono state pubblicate per iOS dalla Elite Systems e per Windows su Steam.

## Trama
La talpa Monty, che nei precedenti giochi della serie è stata incarcerata, è evasa ed è fuggita dalla Gran Bretagna, si trova ora a Gibilterra, ricercata dall'Intermole (parodia dell'Interpol). Ora deve viaggiare per l'Europa e raccogliere abbastanza soldi per comprare l'isola greca sperduta di Montos, dove potrà sfuggire all'estradizione. Dovrà compiere diverse imprese come rubare la Gioconda, conquistare un'innamorata a Pisa e portare un pregiato vino francese in Germania.

## Modalità di gioco
Il gioco si svolge in un insieme di 80 schermate collegate a labirinto, che rappresentano in modo surreale vari luoghi dell'Europa, il cui nome è indicato esplicitamente per ogni schermata; la forma complessiva dello scenario ricorda quella dell'Europa.
Ogni schermata è bidimensionale e composta da piattaforme, ostacoli e corde per arrampicarsi, con forme intricate e sempre diverse. Monty ha la capacità di camminare a destra e sinistra, salire su corde e altre strutture verticali che lo consentono, e compiere salti.
L'obiettivo è accumulare denaro e lo si può fare in due modi, raccogliendo i numerosi traveler's cheque sparsi per lo scenario e raccogliendo e portando al posto giusto alcuni oggetti specifici. Questi ultimi aggiungono un elemento rompicapo, con enigmi piuttosto oscuri, ad esempio bisogna capire che un pezzo di ricambio di vettura va portato a Monaco per il Grand Prix. Man mano che si completano gli enigmi e si raccolgono tutti gli cheque, in basso compare progressivamente l'immagine di un isolotto, e quando l'immagine è integrale ci si può recare a Montos per ottenere la vittoria.
I pericoli sono costituiti da creature di vario genere che fluttuano, camminano o saltano per lo schermo, seguendo schemi di movimento fissi e ripetitivi. Monty perde una vita in caso di contatto con i nemici o con altri elementi letali, come specchi d'acqua e stantuffi che pestano casualmente. Anche alcuni oggetti da raccogliere sono in realtà pericolosi, in particolare bottiglie che ubriacano Monty e lo rendono instabile per un po'.
Si possono trovare diversi biglietti aerei da raccogliere, utilizzabili presso gli aeroporti (rappresentati da banchi d'accettazione) per trasferirsi a determinate altre nazioni, ossia ad alcune altre zone dello scenario che altrimenti non sarebbero raggiungibili. Il volo è una particolare sequenza giocabile a scorrimento orizzontale, in cui si pilota il biplano di Monty su uno sfondo di cielo e nuvole. Qui compaiono uno alla volta aerei simili avversari, pilotati da agenti dell'Intermole; è possibile abbatterli e guadagnare punti toccandone per un certo tempo il retro con la propria elica.
Altri elementi particolari dello scenario possono essere piattaforme scivolose o appiccicose, o che scompaiono passandoci, e oggetti nuovi per la serie di Monty Mole come piattaforme elastiche sulle quali Monty può fare piroette sempre più in alto e soffitti sui quali può camminare a testa in giù.

### Commodore 16
La versione per Commodore 16 è semplificata, ha uno scenario più piccolo con molte meno schermate e non sono presenti i biglietti e i voli aerei. Non sono presenti neppure gli oggetti speciali e relativi rompicapo da risolvere. Questa versione ritorna al platform più tradizionale, basandosi soltanto sulla raccolta di tutti i traveler's cheque.

## Colonna sonora
Il tema musicale principale, presente con vari arrangiamenti in tutte le versioni, venne composto da Rob Hubbard e Ben Daglish che collaborarono per due giorni presso la Gremlin Graphics. Nelle versioni ZX Spectrum 128k e Commodore 64 sono presenti anche brevi motivi introduttivi a tema per le varie nazioni raggiunte da Monty, tratti da brani celebri.

## Accoglienza
Auf Wiedersehen Monty venne ben accolto dalla critica europea specialmente nella versione per ZX Spectrum, che ha ricevuto una serie di giudizi ottimi o comunque decisamente positivi.
La rivista Crash, in base ai voti dei lettori, lo nominò miglior videogioco a piattaforme per Spectrum del 1987, battendo di poco il celebre Bubble Bobble.
Anche la versione Commodore 64, sebbene con meno entusiasmo, venne giudicata piuttosto bene. Uno dei rari giudizi negativi (46%) venne da Zzap!, che riteneva il gioco carente di novità, gli enigmi troppo oscuri, e le fasi di volo inutili intermezzi.
Altre recensioni, meno frequenti, sulle altre piattaforme furono di solito positive.
In retrospettiva Retro Gamer mette la versione Commodore 16, nonostante fosse ridotta e semplificata, tra i 10 migliori giochi per quel sistema.